# Teichomyza
Teichomyza är ett släkte av tvåvingar. Teichomyza ingår i familjen vattenflugor.
Släktet innehåller bara arten Teichomyza fusca.